# Márk Vedres

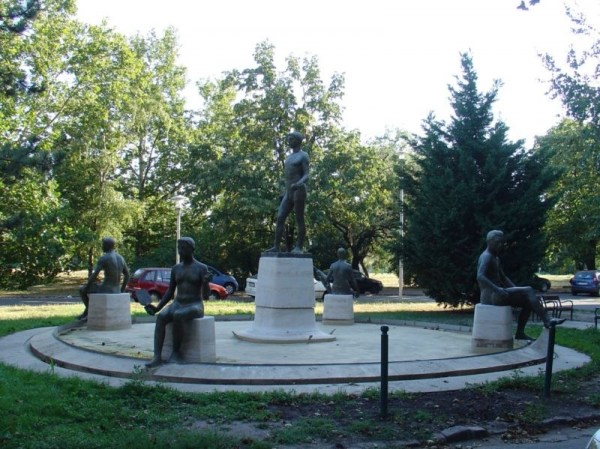
Fontana della Pace, Budapest

Márk Vedres (Ungvár, 1871 – Budapest, 13 agosto 1961) è stato uno scultore ungherese, appassionato dell'arte di Auguste Rodin e principale divulgatore nel suo paese dell'opera di Adolf von Hildebrand. Fu profondamente influenzato dalle vicende cubiste e costruttiviste. Visse per molto tempo a Firenze e in giro per la Toscana.